# Питкяярви (озеро, Выборгский район)
Пи́ткяя́рви (Питкя-ярви; фин. Pitkäjärvi) — озеро на территории Хийтольского сельского поселения Лахденпохского района Республики Карелия, Каменногорского городского поселення Выборгского района Ленинградской области, а также области Южной Карелии Финляндской Республики.

## Общие сведения
Площадь озера — 0,8 км². Располагается на высоте 74,6 метров над уровнем моря.
Форма озера продолговатая: вытянуто с северо-запада на юго-восток. каменисто-песчаные, местами заболоченные.
Из юго-восточной оконечности озера вытекает безымянный водоток, втекающий в озеро Эйтъярви, из которого также вытекает безымянный ручей, впадающий в реку Ильменйоки, которая впадает в озеро Богатырское, из которого вытекает река Проточная, которая, в свою очередь, втекает в Рыбацкий пролив Вуоксы.
Название озера переводится с финского языка как «длинное озеро».
Код объекта в государственном водном реестре — 01040300211102000012776.